# Dum Dum Girls
Dum Dum Girls est un groupe américain de pop indépendante de Los Angeles, actuellement signé sous le label Sub Pop. Leur nom est un clin d'œil à la chanson Dum Dum Boys d'Iggy Pop. Les Dum Dum Girls citent Billie Holiday, Patti Smith et Siouxsie and the Banshees parmi leurs influences majeures.
Leur musique évoque la pop des girl groups des sixties, les Shangri-Las et The Ronettes avec un son similaire à celui de The Jesus and Mary Chain.

## Historique
À l'origine, il s'agit d'un projet solo de la chanteuse Kristin Gundred (qui a pris pour nom de scène Dee Dee Penny). Élevée par un père fan de Frank Sinatra et des Supremes et une mère passionnée par les Beach Boys, Dee Dee créé une musique hybride proche du lo-fi. Elle s'entoure par la suite de musiciennes pour créer un combo uniquement féminin.
Des petits labels indépendants américains entendent leurs chansons sur internet et les sortent en format 45 tours. Le groupe est ensuite repéré en 2009 par le label Sub Pop Records qui lui organise une tournée à travers des petits clubs des villes américaines.
Leur premier album, I Will Be, est produit par Richard Gottehrer, qui a précédemment travaillé avec Blondie et The Raveonettes,.  Il est sorti en mars 2010 sous une critique globalement positive.
En mars 2011 sort un EP intitulé He Gets Me Highs. Elles reprennent pour l'occasion "There is a light that never goes out" de The Smiths.
Leur deuxième album, Only In Dreams, sort en septembre 2011. Le NME écrit : "Un album qui révèle de surprenantes profondeurs cachées.
En janvier 2016 le groupe annonce sa séparation officielle.

## Membres
- Dee Dee Penny (chant, guitare)
- Jules (guitare,chant)
- Malia (basse)
- Sandy (batterie)

## Ancien membres
- Bambi (basse)
- Frankie Rose (batterie, chant, quitte le groupe en 2010 )

## Discographie
- "Longhair" single, Hozac, 2008
- Yours Alone EP, 2008
- "Jail La La" single, Sub Pop, 2009
- I Will Be album, Sub Pop, 2010
- Blissed Out cassette, Art Fag, 2010
- "He Gets Me High" 7" EP, Sub Pop, 2011
- "Only In Dreams" album, Sub Pop, 2011
- "End Of Daze" EP, Sub Pop, 2012
- "Too True" , 2013[9], avec Sune Rose Wagner[10]